# Antocha almorae
Antocha almorae är en tvåvingeart som beskrevs av Alexander 1970. Antocha almorae ingår i släktet Antocha och familjen småharkrankar. Inga underarter finns listade i Catalogue of Life.